# Varangéville
Varangéville – miejscowość i gmina we Francji, w regionie Grand Est, w departamencie Meurthe i Mozela.
W okresie międzywojennym polski emigrant Bronisław Lesiuk-Szczapa założył w Varangéville Towarzystwo im. Józefa Piłsudskiego.
Według danych na rok 1990 gminę zamieszkiwało 4001 osób, a gęstość zaludnienia wynosiła 332 osób/km² (wśród 2335 gmin Lotaryngii Varangéville plasuje się na 112. miejscu pod względem liczby ludności, natomiast pod względem powierzchni na miejscu 477.).